# Bahía del Rosario
La bahía del Rosario, es una bahía en México, se encuentra ubicada sobre la costa oeste de la península de Baja California y es bañada por las aguas del océano Pacífico. La bahía fue nombrada en referencia a una misión jesuítica existente en sus cercanías, y se encuentra a unos 170 km al sur de la frontera con Estados Unidos.
La bahía abarca 22 km desde la punta Baja, al norte, hasta la punta San Antonio por el sur. Se destaca por sus fondeaderos de gran calado y el arrecife Sacramento se encuentra en sus proximidades.
El río San Vicente, que escurre por la península, desemboca en la bahía del Rosario, en el sector norte de la bahía también desemboca el río del Rosario, aunque solo durante la temporada lluviosa invernal y el resto del año es solo un cauce seco. 